# نشست ۲۰۰۰ کمپ دیوید
نشست ۲۰۰۰ کمپ دیوید، نشستی در کمپ دیوید، بین رئیس‌جمهور آمریکا، بیل کلینتون، نخست‌وزیر اسرائیل، ایهود باراک و رئیس تشکیلات خودگردان فلسطین، یاسر عرفات بود. این نشست، از ۱۱ تا ۲۵ ژوئیه ۲۰۰۰ برگزار شد و تلاشی برای پایان دادن به درگیری فلسطین و اسرائیل بود و بدون توافق، پایان یافت که بیشتر به دلیل اختلافات آشتی‌ناپذیر بین اسرائیلی‌ها و فلسطینی‌ها، در مورد وضعیت اورشلیم بود و این شکست، از عوامل اصلی انتفاضه دوم، تلقی می‌شود.
توصیف برخی گزارش‌ها از نتیجه نشست، به این شیوه بود که در آن، شاهدان متعدد، تفسیرهای متناقض و خودخواهانه ارائه کردند.